# Gladys Knight
Gladys Maria Knight (Atlanta, Georgia, 28 de mayo de 1944), conocida como «La Emperatriz del Soul», es una cantante, compositora, actriz y empresaria estadounidense. Por siete veces ha ganado el Premio Grammy. Ha grabado éxitos a través de los años 1960's, 1970's, y 1980's con su grupo familiar Gladys Knight & the Pips, que incluye a su hermano Merald "Bubba" Knight y sus sobrinos William Guest y Edward Patten.
Gladys Knight ha grabado dos número uno para las listas Billboard hot 100 ("Midnight Train to Georgia" y "That's What Friends Are For" junto con Dionne Warwick, Sir Elton John y Stevie Wonder), once número uno en las listas de R&B y seis número uno en álbumes R&B. Ha ganado siete Grammys (cuatro como artista en solitario y tres con los Pips) siendo inducida al Salón de la Fama del Rock And Roll y como grupo vocal en el Salón de la Fama con los Pips. Dos de sus canciones ("I Heard It Through the Grapevine" y "Midnight Train to Georgia") 
fueron inducidas en el Salón de la Fama de los Grammys, por tener "un valor significativo histórico y artístico". Grabó el tema de 1989 de la película de James Bond, Licence to Kill. La revista Rolling Stone coloca a Gladys Knight entre las 100 más grandes cantantes de todos los tiempos. También ha recibido la Medalla Nacional de Artes del Kennedy Center Honors.

## Biografía

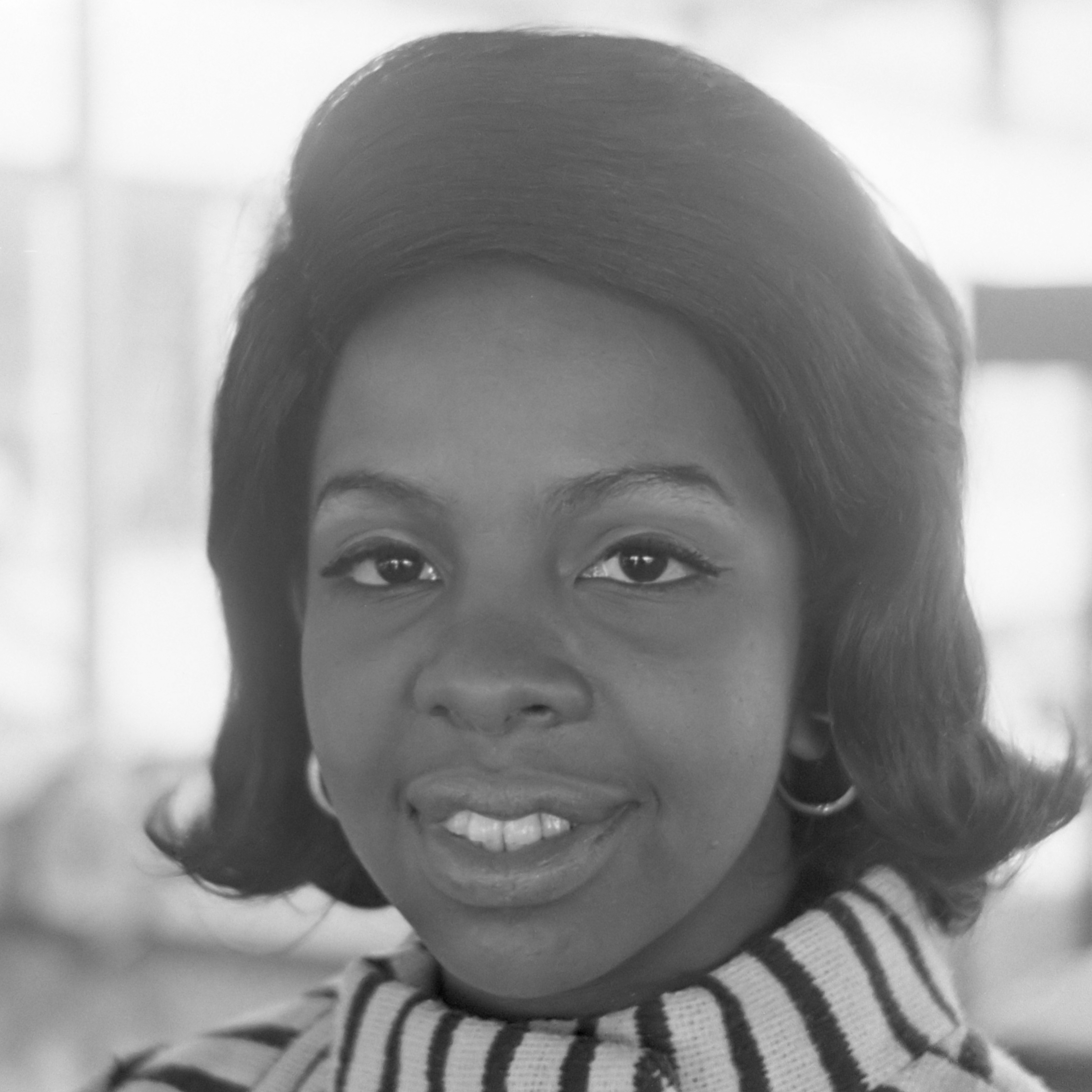
Gladys Knight en 1969.

Durante sus primeras décadas en la música formó el grupo Gladys Knight & The Pips junto a su hermano Merald Knight y dos de sus primos. Hicieron su primer top10 en 1961 con el tema Every Beat of My Heart, el cual contenía una gran influencia del doo wop. Firmaron con las compañías Fury y Maxx, y lanzaron los sencillos «Letter Full of Tears» y «Giving Up», pero hasta que no ficharon por Motown en 1966 no les llegó su gran éxito. Influidos por su tradición góspel y artistas soul, cosecharon éxitos como «I Heard It Through the Grapevine», «If I were Your Woman», «It Should Have Been Me», «The End of Our Road» o «Friendship Train».
En 1973, lanzó su mayor éxito en Motown, «Neither One of Us (Wants to Be the First to Say Goodbye)», y poco después abandonaron la discográfica para firmar con Buddah. En este nuevo sello se consolidaron lanzando tres de sus más famosos éxitos: «Midnight Train to Georgia», «I've Got to Use My Imagination» y «Best Thing That Ever Happened to Me»., que llegaron a los primeros sitios de la lista Billboard hot 100.
Después de esta época, se fue separando cada vez más del grupo y moviéndose hacia otros géneros como el easy listening y el quiet storm, sin perder su esencia góspel, línea en la que hoy aún se mantiene. A mediados de los años noventa alcanzó mayor notoriedad con un dueto con Frank Sinatra. En 2005 editó One voice, disco de góspel en el que colabora The Saints Unified Voices y con el cual consiguió colocarse en lo más alto de las listas del género. Un año después, en octubre de 2006, vuelve con un álbum en el que rinde honores al jazz más clásico con temas de Duke Ellington y Gershwin entre otros, titulado Before me.
En 1989 interpretaría el tema central de la película Bond License to Kill), en una pieza que históricamente ha sido señalada como una mala copia de Goldfinger de Shirley Bassey, incluso por las trompetas que suenan en la introducción de License to Kill.
Creó y dirige el coro de La Iglesia de Jesucristo de los Santos de los Últimos Días Saints Unified Voices. También lanzó un CD ganador del Premio Grammy titulado One Voice.

## Éxito con los Pips
Artículo principal: The Pips (banda)

### 1974
Gladys Knight & the Pips se unieron a la lista de Motown Records en 1966 (mientras que la banda no tenía un "éxito seguro"), [17] y, aunque inicialmente el sello los consideró como un acto secundario, tuvieron varios sencillos de gran éxito, incluido " I Heard It Through the Grapevine " (1967) (lanzado más tarde por Marvin Gaye ), " Tómame en tus brazos y ámame " (1967), " The Nitty Gritty " (1969), "Friendship Train" (1969), " If I Were Your Woman " (1970), " I Don't Want To Make Wrong " (1971), ganador del premio Grammy " Ninguno de nosotros (quiere ser el primero en decir adiós)" (1972) y "Daddy Could Swear (I Declare)" (1973). Al principio de su carrera en Motown, Gladys Knight and the Pips realizaron una gira como teloneros de Diana Ross y The Supremes. Gladys Knight declaró en sus memorias que Ross Berry Gordy la echó de la gira porque la recepción de la audiencia a la conmovedora actuación de Knight la eclipsó. Más tarde, Berry Gordy le dijo a Knight que le estaba haciendo pasar un mal momento.
Dejó Motown por un mejor trato con Buddah Records en 1973, y logró un éxito comercial aún mayor ese año con éxitos como " Midnight Train to Georgia ", ganador del Grammy (número 1 en la lista de pop y R&B), " I' Tengo que usar mi imaginación ", "La forma en que éramos/tratar de recordar" y " Lo mejor que me ha pasado ". En el verano de 1974, Knight and the Pips grabaron la banda sonora de la película Claudine con el productor Curtis Mayfield, que incluía las canciones " On and On ", "The Makings of You" y "Make Yours a Happy Home".
El acto fue particularmente exitoso en Europa y especialmente en el Reino Unido. Varios de los sencillos de Buddah se convirtieron en éxitos en el Reino Unido varios años después de su lanzamiento en los Estados Unidos. Por ejemplo, "Midnight Train to Georgia" llegó al Top 5 de la lista de sencillos del Reino Unido en el verano de 1976, tres años completos después de su éxito en los EE. UU.
Knight and the Pips continuaron teniendo éxitos hasta finales de la década de 1970, cuando se vieron obligados a grabar por separado debido a problemas legales, lo que resultó en las primeras grabaciones de LP en solitario de Knight: Miss Gladys Knight (1978) en Buddah y Gladys Knight (1979) en Columbia Records. Después de divorciarse de James Newman II en 1973, Knight se casó con Barry Hankerson (tío de la futura cantante de hip/hop, R&B Aaliyah), entonces asistente ejecutivo del alcalde de Detroit, Coleman Young. Knight y Hankerson permanecieron casados durante cuatro años, tiempo durante el cual tuvieron un hijo, Shanga Ali. Hankerson y Knight se vieron envueltos en una acalorada batalla por la custodia de Shanga Ali.
En 1980, Johnny Mathis invitó a Knight a grabar dos duetos: "When A Child Is Born" (anteriormente un éxito de Mathis) y "The Lord's Prayer".
Al firmar con Columbia Records en 1980 y restaurar su forma familiar de cuarteto, Gladys Knight & the Pips comenzaron a lanzar nuevo material. El acto reclutó a los ex productores de Motown Nickolas Ashford y Valerie Simpson para sus dos primeros álbumes: About Love (1980), que incluía el éxito "Landlord" y Touch (1981).
En 1983, Gladys Knight and the Pips volvió con el éxito " Save the Overtime (For Me) ". La canción, bajo la dirección artística de Leon Sylvers III (conocido por colaborar en los éxitos de Shalamar), se hizo en un estilo boogie conmovedor. El sencillo fue lanzado de su LP "Visions" y alcanzó el número sesenta y seis en el Hot 100, pero tuvo más éxito en el R&B donde alcanzó el número uno durante una sola semana a mediados de 1983. El sencillo fue la primera vez que el grupo alcanzó número uno en la lista de R&B desde 1974. El video que acompaña a la canción se convirtió en uno de los primeros videos de R&B en incorporar elementos de la cultura hip hop. El álbum también incluía el éxito de R&B "You're Number One (In My Book)".
En 1987, Knight decidió seguir una carrera en solitario y ella y los Pips grabaron juntos su último LP, All Our Love (1987), para MCA Records. Su contagioso sencillo principal, " Love Overboard ", fue un éxito número uno de R&B y también ganó otro Grammy por el acto. Después de una exitosa gira de 1988, los Pips se retiraron y Knight comenzó su carrera en solitario. Gladys Knight & the Pips fueron incluidos en el Salón de la Fama de la Música de Georgia [19] en 1989, en el Salón de la Fama del Rock and Roll [20] en 1996 y en el Salón de la Fama de los Grupos Vocales en 2001.

## Carrera en solitario y otros esfuerzos musicales
Mientras aún estaba con los Pips, Gladys Knight se unió a Dionne Warwick, Stevie Wonder y Elton John en el sencillo benéfico contra el sida de 1985, " That's What Friends Are For ", un triple mega éxito número 1, que ganó un Grammy por Mejor Pop. Actuación De Un Dúo O Grupo Con Voz.
Knight compartió escenario con Dionne Warwick y Patti LaBelle para el especial de HBO de 1986 Sisters in the Name of Love . El 27 de marzo de 1988, Knight realizó una interpretación de " America the Beautiful " en Wrestlemania 4 en Atlantic City, NJ . En 1989, grabó " Licence to Kill ", la canción principal de la película de James Bond del mismo nombre , un éxito Top-10 en el Reino Unido y Alemania.
Knight lanzó su tercer y más exitoso LP en solitario, Good Woman , en MCA en 1991, que alcanzó el número 1 en la lista de álbumes de R&B, presentó el éxito de R&B número 2 "Men" y alcanzó el número 45 en el álbum principal de Billboard . gráfico: su actuación más alta de todos los tiempos. El álbum también contó con " Superwoman ", escrita por Babyface y con Dionne Warwick y Patti LaBelle ; la pista fue nominada a un Grammy. Knight y LaBelle colaboraron el mismo año en "I Don't Do Duets", para el álbum Burnin' de LaBelle . También en 1991, Knight interpretó el himno nacional en el Juego 1 de la Serie Mundial .
Su cuarto álbum en solitario, Just for You , obtuvo el premio Gold y fue nominado al premio Grammy de 1995 al Mejor Álbum de R&B . [21]
Knight creó y dirige el coro de temática crsitiana, Saints Unified Voices . [22] SUV ha lanzado un CD ganador del premio Grammy titulado One Voice , y ocasionalmente se presenta en las charlas fogoneras de la Iglesia de Jesucristo de los Santos de los Últimos Días.
En abril de 2004, Knight co-encabezó el concierto benéfico Divas Live 2004 de VH1 junto a Ashanti , Cyndi Lauper , Jessica Simpson , Joss Stone , Debbie Harry y Patti LaBelle , en apoyo de Save the Music Foundation.
En 2005, se lanzó un dueto entre Knight y Ray Charles de "You Were There" en el álbum de duetos de Charles Genius & Friends .
En la primavera de 2008, Knight apareció junto a Chaka Khan, Patti LaBelle y Diana Ross en el concierto 'Divas with Heart' a favor de la investigación cardíaca, en el Radio City Hall de Nueva York. También en 2008, Gladys, Jack Black, Robert Downey Jr. y Ben Stiller actuaron en American Idol para recaudar fondos para obras de caridad.
En 2009, Knight cantó "His Eye Is On The Sparrow" y "The Lord's Prayer" en el funeral de Michael Jackson . [23]
En septiembre de 2011, se lanzó en iTunes y Amazon una nueva grabación actualizada del clásico de la década de 1960 de Shirley Bassey " I (Who Have Nothing) ". [24]
En 2013, Knight grabó la canción escrita y producida por Lenny Kravitz "You And I Ain't Nothin' No More" para la banda sonora de la película The Butler de Lee Daniels . La canción se agregó a la banda sonora de la película de canciones más antiguas con varios artistas para que los productores pudieran nominarla a la categoría de Mejor Canción de una Película en los Premios de la Academia . [25]
Where My Heart Belongs (2014) marcó su trigésimo álbum de R&B entre los 40 mejores, incluido el trabajo de Gladys Knight & the Pips. [26] En una entrevista de 2014, expresó la esperanza de que las mujeres "se levantaran" y dejaran de vender sexo en la industria de la música y el entretenimiento. Comentó que la creciente tendencia le entristecía el corazón y que le habían enseñado a vestirse respetuosamente para sus audiencias… “no quitárselo, póngalo”. [27] Knight ocupa el puesto número dieciocho en la lista de las 100 mujeres más grandes del rock de la red VH1.
En 2019, Knight aceptó una invitación para cantar el himno nacional en el Super Bowl LIII . [28] Se enfrentó a críticas por aceptar actuar debido a la supuesta lista negra de Colin Kaepernick por parte de la Liga Nacional de Fútbol después de que comenzó a protestar contra la brutalidad policial durante las ceremonias del himno previas al juego. [29] Se expresaron críticas similares contra los artistas del espectáculo de medio tiempo , Maroon 5 , Travis Scott y Big Boi . [30]Knight defendió su decisión de cantar, afirmando entender las razones de Kaepernick para protestar, pero criticándolo por arrodillarse durante el himno nacional. [31] [32]
En 2019, Knight fue invitado a tocar en el centenario de la Feria Estatal de Delaware , ubicada en Harrington, Delaware . [33]
En 2022, Knight recibió los honores del Kennedy Center , presentados por el presidente estadounidense Joe Biden . [34] [35] También encabezó una cena cumbre de líderes de Estados Unidos y África en la Casa Blanca. [36]

## Discografía
- "Letter Full of Tears" (1961)
- "Gladys Knight & the Pips" (1964)
- "Everybody Needs Love" (1967)
- "Feelin' Bluesy" (1968)
- "Silk & Soul" (1968)
- "Nitty Gritty" (1969)
- "All in a Knight's Work" (1970)
- "If I Were Your Woman" (1971)
- "Standing Ovation" (1971)
- "All I Need Is Time" (1973)
- "Gladys Knight & the Pips Super-Pak" (1973)
- "Help Me Make It Through the Night" (1973)
- "It Hurt Me So Bad" (1973)
- "Neither One of Us" (1973)
- "Imagination" (1973)
- "Claudine [Original Soundtrack]" (1974)
- "Gladys Knight & the Pips" (1974)
- "I Feel a Song" (1974)
- "Knight Time" (1974)
- "2nd Anniversary" (1975)
- "A Little Knight Music" (1975)
- "Bless This House" (1976)
- "Pipe Dreams" (1976)
- "Love Is Always on Your Mind" (1977)
- "Still Together" (1977)
- "The One and Only" (1978)
- "Miss Gladys Knight" (1978)
- "Gladys Knight" (1979)
- "Memories" (1979)
- "About Love" (1980)
- "Midnight Train to Georgia" (1980)
- "That Special Time of Year" (1980)
- "I Feel a Song" (1981)
- "Teen Anguish, Vol. 3" (1981)
- "Touch" (1981)
- "Visions" (1983)
- "Life" (1985)
- "All Our Love" (1988)
- "Christmas Album" (1989)
- "Good Woman" (1991)
- "Just for You" (1994)
- "Lost Live Album" (1996)
- "Many Different Roads" (1998)
- "At Last" (2000)
- "Midnight Train" (2001)
- "Christmas Celebrations" (2002)
- "The Best Thing That Ever Happened to Me" (2003)
- "One Voice" (2005)
- "Before me" (2006)

## Apariciones en TV
- Hollywood Homicide
- Las Vegas
- The Jamie Foxx Show